# Chaetolonchaea pallipennis
Chaetolonchaea pallipennis är en tvåvingeart som först beskrevs av Zetterstedt 1855.  Chaetolonchaea pallipennis ingår i släktet Chaetolonchaea och familjen stjärtflugor. Arten är reproducerande i Sverige. Inga underarter finns listade i Catalogue of Life.